# Тиберий Семпроний Лонг (консул 218 пр.н.е.)
Вижте пояснителната страница за други личности с името Тиберий Семпроний Лонг.
Тиберий Семпроний Лонг (на латински: Tiberius Sempronius Longus; * 260 г. пр.н.е.; † 210 г. пр.н.е) e политик на Римската република през 3 век пр.н.е.
През 218 пр.н.е. Семпроний е избран за консул заедно с Публий Корнелий Сципион през първата година на Втората пуническа война. През 218 пр.н.е е Семпроний е изпратен в Африка със 160 кораба да събере сили и провизии, докато Сципион е в Иберия, където да пресрещне Ханибал. По това време Семпроний Лонг завладява Малта от картагенците.
След като Сципион е ранен и притиснат от Ханибал след битката при Тичино, Сенатът изпраща Семпроний Лонг. Семпроний пристига през декември и повежда амбициозна атаката срещу Ханибал в битката при Требия. Армията на Семпроний е хваната в капан и обградена от войските на брата на Ханибал – Магон Барка. Въпреки тежкото поражение, Тиберий Лонг и войска от 10 000 пехотинци си проправят път на безопасно място.
През януари 217 пр.н.е. Семпроний се завръща в Рим за изборите на нови консули. Той е наследен от Гай Фламиний и се връща в техния зимен лагер.
През 215 пр.н.е. Семпроний влиза в битка с Ханон при Грументум. Неговата армия убива 2000 воини от вражеската войска и залавя още 280, отблъсквайки Ханон извън Лукания, обратно в Брутий. Така прави възможно градовете Верцелиум, Весцелиум и Сицилинум да бъдат завладени от Рим.
Семпроний Лонг е баща на Тиберий Семпроний Лонг, консул през 194 пр.н.е.